# 音乐和人工智能
人工智能方面的研究已经影响了医疗诊断、股票交易、机器人控制，以及其他诸多领域。在音乐领域，人工智能或许还不太盛行，然而，长期以来，人工智能和音乐 (AIM) 一直是许多人工智能研讨会的共同主题，包括国际计算机音乐会议、计算学会会议、国际人工智能联合会议等等。当前，这个领域的研究范围涵盖了音乐创作、表演、理论、数字声音处理等诸多课题。
几种使用人工智能来制作音乐的音乐软件已经开发出来。一个突出的特点是人工智能算法能够根据获得的信息进行学习，例如计算机伴奏技术，它能够倾听和跟随人类表演者，从而实现同步演奏。 人工智能还推动了所谓「交互式作曲技术」的发展，此技术能够让 计算机根据现场音乐家的表演进行即时作曲。
此外，还存在其他几种音乐人工智能程序，广泛应用于音乐的创作、制作、表演、营销、消费等诸多过程中。

## 历史
1960 年，俄罗斯研究员 R. Kh. Zaripov 发表了全球第一篇这个领域的论文，主题为使用计算机（Ural-1）通过算法进行音乐创作。 
1965 年，雷·库兹韦尔 (Ray Kurzweil) 发布了由电脑创作的钢琴作品。计算机能够识别各种乐曲模式，然后据此创作出新的旋律。这台电脑在史蒂夫·艾伦的「我有一个秘密」节目中首次亮相。 
1997 年，人工智能程序「音乐智能实验」 (EMI) 在模仿巴赫风格进行创作时，做出了胜过人类作曲家的优异表现。 

## 软件应用

### 爱娃（AIVA）
AIVA于 2016 年 2 月在卢森堡创建，其背后的算法基于深度学习架构，是一个为任何类型的媒体制作配乐的程序。其代表作，有单曲《身处边缘》（On the Edge）、《爱症》（Love Sick） ，专辑 《我是AI》（I am AI）。